# Stadtbibliothek Neuss
Die Stadtbibliothek Neuss ist die öffentliche Bibliothek der Stadt Neuss. Sie verzeichnete im Jahr 2019 etwa 260.000 Besucher, über 300 durchgeführte Veranstaltungen und einen Bestand von ca. 113.000 physischen Medieneinheiten. Ihre Anfänge reichen bis in das Jahr 1907 zurück.

## Geschichte
Der Wunsch nach einer gemeinnützigen städtischen Bücherei geht zurück bis ins Jahr 1856, doch sollten noch über 50 Jahre vergehen, bevor die Städtische Lese- und Bücherhalle als Präsenzbibliothek im Dezember 1907 eröffnet wurde. Verortet wurde die Bibliothek in einem Raum des Kaufhauses am Markt, bevor im Mai des darauffolgenden Jahres der Ausleihbetrieb aufgenommen wurde. Die Städtische Lese- und Bücherhalle wurde maßgeblich von der Bücherhallenbewegung beeinflusst, weshalb von Anfang an ein Lesesaal eingeplant wurde. Der Bestand umfasste zu diesem Zeitpunkt ca. 900 Bände.
Früh zeichnete sich ab, dass die Städtische Lese- und Bücherhalle durch einen wachsenden Buchbestand und steigende Besucherzahlen an ihre räumlichen Grenzen stoßen sollte. 1909 zog sie daher in den gegenüberliegenden Anbau des Zeughauses, wo ihr nun zwei separate Räume zur Verfügung standen, sodass der Lesesaal vom Ausleihbereich getrennt werden konnte.
1912 wechselte die Bibliothek abermals ihren Standort und zog in das Städtische Museum um, bis sie im Jahre 1925 in das Rheinland-Gebäude am Hamtorwall verlegt wurde. Im Jahr darauf zog sie erneut um, diesmal in das obere Stockwerk der ehemaligen Friedhofsschule, die später als Münsterschule bekannt werden sollte. Innerhalb der Bibliothek wurde mit dem Aufbau einer Jugendabteilung begonnen, deren Bestand sich aus ca. 500 Bänden zusammensetzte, während der Gesamtbestand ungefähr 6800 Bände umfasste. 1927 wurde die Städtische Lese- und Bücherhalle in Städtische Volksbücherei und Lesehalle umbenannt.
Von mehr als 15.000 Bänden, die sich 1940 im Bestand befanden, blieben nach 1945 nur lediglich 100 Bücher übrig. Auch nach dem Kriegsende konnte kein dauerhafter Standort für die Bibliothek gefunden werden, sodass sie von 1946 bis 1951 fünf unterschiedliche Räumlichkeiten bezog, bis sie ein Jahr später in einem Neubau an der Ecke Kallengasse/Michaelstraße verortet wurde.
Der Bestand erreichte erst 1955 wieder einen Umfang von 15.000 Bänden und wuchs in den kommenden Jahrzehnten auf ca. 100.000 Bände im Jahr 1970 bis auf über 200.000 Bände im Jahr 1983 an. 1961 erfolgte eine Umbenennung der Städtischen Volksbücherei und Lesehalle in Stadtbücherei. Die 1960er Jahre waren durch zahlreiche Expansionen der Stadtbücherei gekennzeichnet: 1962 wurde die erste Zweigstelle Berliner Platz gegründet, 1963 Gnadental, 1964 Weißenberg sowie 1965 Reuschenberg. Die Zentrale der Stadtbücherei wurde 1966 in der Michaelstraße 50 verortet.
1974 kam eine Autobücherei für die Stadtteile Weckhoven, Uedesheim, Grimlinghausen und Erfttal hinzu, 1981 folgte schließlich eine Zweigstelle im Berufsschulzentrum Hammfeld. Der Bestand, der in den 1980er Jahren auf über 200.000 Bände angewachsen war, brachte die Räumlichkeiten der Stadtbücherei erneut an ihre Grenzen. Daraus folgten Überlegungen im Hinblick auf die Planung eines Neubaus.
Im Jahr 1982 wurden insgesamt 31 Entwürfe im Zuge eines Architektenwettbewerbs für den beabsichtigten Neubau eingereicht. Nur einer dieser Entwürfe plante einen gesonderten Platz vor der Stadtbibliothek als Lesehof ein, was u. a. ausschlaggebend für seine Annahme durch den Rat der Stadt Neuss im Jahr 1983 war. Im darauffolgenden Jahr plante die Künstlergruppe Haus-Rucker-Co die konkrete Ausgestaltung des Lesehofs, für dessen Natursteinboden bewusst ein schräg versetztes Streifenmuster gewählt wurde. Der Entwurf sah ferner eine Begrenzung des Hofs durch Mäuerchen an den Längsseiten und die Errichtung eines am Übergang zum Neumarkt verorteten Lesepavillons außerhalb des eigentlichen Lesehofs vor. Der erste Spatenstich für den geplanten Neubau erfolgte im März 1985, mit dem Bau des Hofs wurde schließlich im Sommer 1986 begonnen. Damit einhergehend wurde auch die vom Bildhauer Robert Beerscht geschaffene Skulptur eines Kopf-Fragments im Lesehof nahe dem Haupteingang des Gebäudes platziert.
Die Umbenennung der Stadtbücherei in Stadtbibliothek Neuss fand im Jahr 1987 statt, in dem auch das Gebäude offiziell eröffnet wurde. In den folgenden Jahren wurden die Zweigstellen nach und nach geschlossen, sodass nur die Zentralbibliothek übrigblieb. Zunächst teilte sich die Bibliothek das Gebäude mit verschiedenen städtischen Ämtern, darunter dem Neusser Bauverein AG. Seit dem Auszug der städtischen Ämter aus dem Gebäude am Neumarkt im Jahr 2006, erstreckt sich die Stadtbibliothek Neuss auf drei Ebenen mit einer Gesamtfläche von ca. 3.200 m².
Die Aufnahme des Ausleihbetriebs 1908 gab Anlass zur Feier des hundertjährigen Bestehens der Bibliothek im Jahr 2008. In den Jahren 2008/2009 wurden in einem größeren Projekt Selbstverbuchungsautomaten, eine Außenrückgabe mit anschließender Sortieranlage und ein Kassenautomat installiert. Damit einhergehend wird seitdem die RFID-Technologie zur Sicherung der Medien genutzt.
2013 erfolgte ein Umstieg des bis dato genutzten großrechnerbasierten EDV-Systems auf das Bibliothekssystem aDIS/BMS der Firma aStec, dessen Anforderungen in einem gemeinsamen Lastenheft der Stadtbibliotheken in Dormagen, Düsseldorf, Grevenbroich, Meerbusch und Neuss formuliert wurden. Erst seit der Implementierung dieses Bibliothekssystems ist bspw. eine Kataloganreicherung möglich.
Im März 2019 erfolgte der Einbau einer barrierefreien Eingangstür. Anfang Oktober 2021 eröffnete die Stadtbibliothek Neuss ihren Makerspace, einen Kreativ- und Werkraum, in dem die Entwicklung und Umsetzung kreativer Ideen im Vordergrund steht. Mitte September 2023 folgte die „LeihBar“, eine im Erdgeschoss des Gebäudes verortete Bibliothek der Dinge.

## Bestand
Der Bestand der Stadtbibliothek Neuss umfasst ca. 113.000 Medieneinheiten, die auf 3 Etagen verteilt sind. Dazu zählen überwiegend klassische Printmedien wie Bücher und Zeitschriften, aber auch CDs, DVDs, Blu-ray Discs, Gesellschafts- und Videospiele. Zusätzlich bietet die Stadtbibliothek Neuss Zugänge zu verschiedenen digitalen Medienangeboten an, so etwa zum Zeitschriftenportal PressReader, dem Nachschlagewerk Brockhaus, zur Onleihe, zum Filmportal Filmfriend oder zur Fernleihe. Ungefähr eine Million Entleihungen werden jährlich registriert. Sämtliche Medien, die sich im Bestand der Stadtbibliothek Neuss befinden, können über den OPAC gefunden werden. Die Kunden haben nach einer Anmeldung im Katalog eine Übersicht über die von ihnen entliehenen Medien, können die Leihfristen bei Bedarf verlängern und erhalten Auskunft darüber, wann sie die Medien zurückgeben müssen. Sie können ferner kostenpflichtige Vormerkungen auf erwünschte jedoch entliehene Medien eintragen bzw. eintragen lassen, um eine Verlängerung der Medien zu verhindern und sich selbst die nächste Entleihung zu sichern.
Die Ausrichtung des Bestands ist angepasst an die Bedürfnisse und Wünsche der Kunden. Dies äußert sich auch in der themen- und zielgruppenorientierten Präsentation von Medien an bestimmten Sonderstandorten, die normalerweise verschiedenen Fachgebieten zugeordnet wären. Derartige Sonderstandorte weichen von der üblichen Systematik ab und werden auch als Kabinette bezeichnet. Zu den gegenwärtigen Kabinetten der Stadtbibliothek Neuss gehören beispielsweise:
- Deutschland verstehen
- Elternbibliothek
- Job-Kabinett
- Kinderbibliothek
- Natürlich leben
- Schülercenter
- Young Corner (Jugendbibliothek)

Darüber hinaus bietet die Stadtbibliothek Neuss ihren Kunden in der „LeihBar – Bibliothek der Dinge“ eine Vielzahl unterschiedlichster Gegenstände zum kostenlosen Verleih an, die in die Kategorien „Do-it-yourself, Freizeit“, „Spiel und Sport“ sowie „Werkzeuge, Haushalt, Garten“ eingeordnet sind und in der Regel sporadisch oder anlassbezogen benötigt werden.

## Veranstaltungen
Die Stadtbibliothek Neuss bietet ein auf verschiedene Zielgruppen angepasstes Veranstaltungsprogramm mit Ausstellungen, Kursen, Lesungen und Schulungen an. Dabei weisen die Veranstaltungen stets einen Bezug zu Bibliothek, Buch, Buchdruck, Lesen und Lernen in weiterem Sinne auf. Zur Zielgruppe zählen Kinder, Jugendliche, Erwachsene, Senioren, Menschen mit Migrationshintergrund, Menschen mit besonderem Förderbedarf und Institutionen. Vom Veranstaltungsprogramm weitgehend ausgeschlossen bleiben die Bereiche Fotografie, Kunst, Musik und Theater, mit Ausnahme des Kindertheaters, da sich hierauf andere Institutionen in der Stadt Neuss, wie das Rheinische Landestheater, spezialisiert haben.
Das vom Kulturausschuss der Stadt Neuss anerkannte Veranstaltungskonzept spiegelt das Selbstverständnis der Stadtbibliothek als Ort der Informations- und Literaturvermittlung, als Ort der Begegnung und des Austausches, als Ort der Informationsfreiheit und als interkultureller Veranstaltungsort wider. Die Kernaufgaben der Stadtbibliothek liegen u. a. in der Informationsvermittlung, der Förderung von kultureller und gesellschaftlicher Teilhabe, der Unterstützung des lebenslangen Lernens und der Stärkung von Informations-, Lese- und Medienkompetenz.
Die Stadtbibliothek Neuss unterstützt Bildungseinrichtungen mit ihrem Spiralcurriculum, das Kinder und Jugendliche vom Kindergartenalter an bis zum Abitur beim Erwerb von Lese-, Recherche- und Medienkompetenz begleiten soll. Interessierte Bildungseinrichtungen können sich über die angebotenen Führungen auf der Webseite der Stadtbibliothek informieren und Termine vereinbaren. Ca. 40 % der angebotenen Veranstaltungen werden von der Stadtbibliothek Neuss in Kooperation mit anderen Partnern konzipiert und durchgeführt, sodass die zielgruppenorientierte Vermittlung von Kompetenzen gewährleistet wird. Die Stadtbibliothek unterhält Kooperationsvereinbarungen mit 67 Kindertageseinrichtungen und pflegt Bildungspartnerschaften mit Grund-, Förder- und weiterführenden Schulen.
Nach Möglichkeit werden bevorzugt Veranstaltungsreihen statt Einzelveranstaltungen entwickelt, da sich diese besser über die Presse oder eigene Flyer bewerben lassen. Im Jahr 2019 verzeichnete die Stadtbibliothek Neuss fast 300 verschiedene Veranstaltungen, die in einem annähernd gleichen Verhältnis für Kinder und Jugendliche wie auch für Erwachsene angeboten wurden. Bedingt durch die Corona-Pandemie bietet die Stadtbibliothek ab 2020 zusätzlich einen Teil ihrer Veranstaltungen in einem digitalen Format per Videochat an. Zu den jährlich stattfindenden Veranstaltungen zählen insbesondere der Literarische Sommer / Literaire Zomer und Neuss liest.
Der Literarische Sommer / Literaire Zomer ist ein deutsch-niederländisches Literaturfestival, das bereits seit dem Jahr 2000 stattfindet. Für die Projektleitung des Literarischen Sommers /Literaire Zomer ist die Stadtbibliothek Neuss verantwortlich. Ursprünglich wurde das grenzüberschreitende Literaturfestival von den drei Stadtbibliotheken Krefeld, Mönchengladbach und Neuss entwickelt. Im Jahr 2019 zur Feier des 20-jährigen Bestehens waren insgesamt 15 deutsche und niederländische Städte mit 44 Veranstaltungen beteiligt. Zu den zahlreichen bekannten Autoren, die im Laufe der Jahre ihre Werke präsentiert haben, zählen bspw. Arnon Grünberg, Ingrid Noll und Saša Stanišić.
Neuss liest ist ein seit 2010 regelmäßig im Herbst stattfindendes städtisches Lesefestival, das sich in ca. 20 Veranstaltungen über einen Zeitraum von 4 Wochen mit einem Autor oder einer Autorin intensiv auseinandersetzt. Ein Buch des Literaten steht dabei im Zentrum, das in den sogenannten „Kaffeepausenlesungen“ gelesen wird. Zusätzlich werden in den einzelnen Veranstaltungen, die von ehrenamtlichen Kooperationspartnern durchgeführt werden, andere Werke des Verfassers vorgestellt und es wird eine Ausstellung zum Leben und Lebenswerk des Schriftstellers ausgerichtet. Zur Auftaktveranstaltung liest der Autor persönlich aus seinem aktuellsten Werk vor. 2020 war Die Sprache der Vögel von Norbert Scheuer im Fokus, dessen Werke u. a. in der Stadtbibliothek Neuss, den Räumlichkeiten der Volkshochschule Neuss, dem Kulturforum Alte Post oder dem Clemens Sels Museum Neuss gelesen wurden, 2021 stand Judith Hermann mit ihrem Gesamtwerk im Mittelpunkt. 2022 und 2023 folgten Navid Kermani und Elke Heidenreich.

## Barrierefreiheit
Die Bestrebungen der Stadtbibliothek Neuss nach Barrierefreiheit äußern sich sowohl architektonisch als auch im Hinblick auf ihre Bibliotheksservices. Auch die Bedürfnisse von Menschen mit Lernbehinderungen oder geistigen Einschränkungen werden berücksichtigt, bspw. durch einen Informations-Fyler und Mitarbeiterschulungen in Leichter Sprache. Seit Januar 2021 ist auch die Webseite der Stadtbibliothek Neuss nach BITV bzw. WCAG-Richtlinien als barrierefrei zertifiziert. Ende August desselben Jahres wurde der Stadtbibliothek für ihre Bemühungen, allen Menschen gesellschaftliche Teilhabe zu ermöglichen, das Signet Barrierefrei der Stadt Neuss verliehen.

## Förderverein
Der im Jahr 2002 gegründete Förderverein Pro Stadtbibliothek Neuss e. V. unterstützt die Bibliothek bei der Durchführung von Veranstaltungen, beispielsweise dem Sommerleseclub oder dem Gang durch den Advent, und der Vernetzung mit potentiellen Förderern und Kooperationspartnern. Der Förderverein organisiert außerdem den jährlichen Vorlesewettbewerb für Neusser Grundschulen und beteiligt sich an kulturellen Projekten der Stadt Neuss.